# Automi dell'orologio di palazzo d'Accursio
Gli automi della torre di Palazzo d'Accursio in Piazza Maggiore a Bologna sono un angelo che suona la tromba e i tre Re Magi, che scorrevano sotto al quadrante dell'orologio lungo un corridoio sporgente in pietra a forma di emiciclo. Le quattro statuine mobili erano scolpite in legno, dipinte a colori ed oro e alte poco più di un metro. Il carosello è rimasto in funzione fra il 1451 e il 1796.

## Storia e descrizione
Il 17 dicembre del 1444 il Comune di Bologna decise di affidare agli orefici la costruzione di un orologio da apporre sulla torre degli Accursio nell'omonimo palazzo. Per l'occasione la torre venne elevata di circa 10 metri.
Attorno al quadrante dell'orologio pubblico, che il 2 agosto 1451 iniziò a funzionare, vennero dipinti i quattro evangelisti e due angeli. Al di sopra dell'orologio ai lati del corridoio vennero posti dalla parte sinistra per chi guarda, un angelo e dalla parte destra una statua della Madonna col Bambino, in terracotta. Il carosello che correva ad ogni ora da sinistra verso destra lungo il corridoio era composto da un angelo che usciva dalla porticina suonando la tromba seguito dai Re Magi. Avvicinandosi alla Vergine con Bambino l’angelo suonava la tromba, una campanella batteva un tocco, le figure si inchinavano, mentre una stella di legno argentato si abbassava e si alzava; il tutto accompagnato dal suono di un organo automatico i cui mantici erano collegati ad un congegno meccanico che ne regolava le note. Quando gli automi scomparivano, l’orologio batteva l’ora.

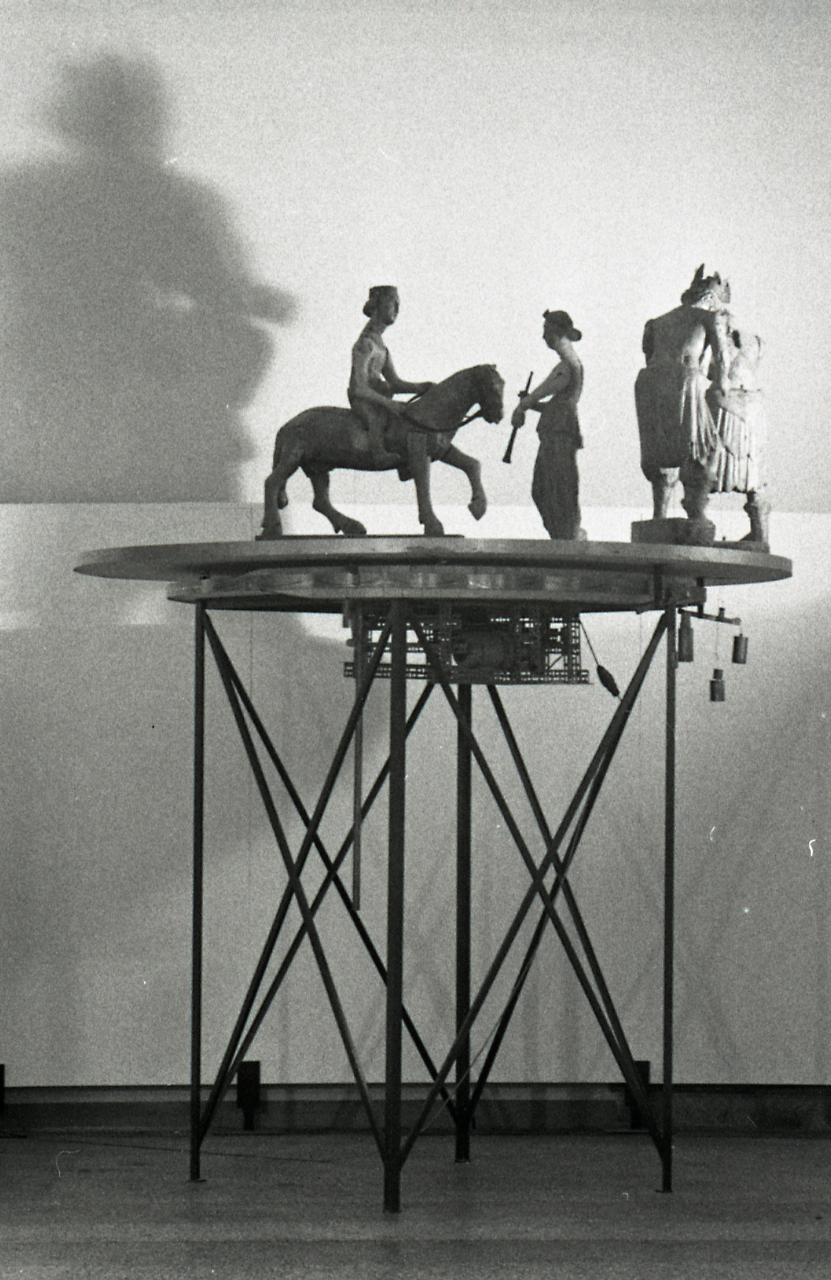
Replica del carosello degli automi dell'Orologio pubblico di Piazza Maggiore a Bologna, fotografia di Paolo Monti, 1970, in occasione della mostra Bologna Centro Storico.

La testimonianza diretta la ritroviamo in una relazione del 1771 degli orologiai Gandolfi e Fabbri:
Lo spettacolo proseguì fino al 1796 quando i francesi lo eliminarono: tutto il meccanismo dell'orologio venne sostituito e vennero tolte le statue lignee.
Ciò che resta degli automi fu ritrovato da Alfonso Rubbiani in un solaio dell’Archiginnasio di Bologna:
Rubbiani ritrovò dunque un Angelo, due Magi e un terzo personaggio a cavallo che forse non apparteneva al medesimo gruppo ma di cui ancora oggi non si conosce l'origine
Ora gli automi sono conservati presso le Collezioni comunali d'arte nella sala dedicata all'Ottocento a Bologna, al secondo piano di Palazzo d'Accursio.

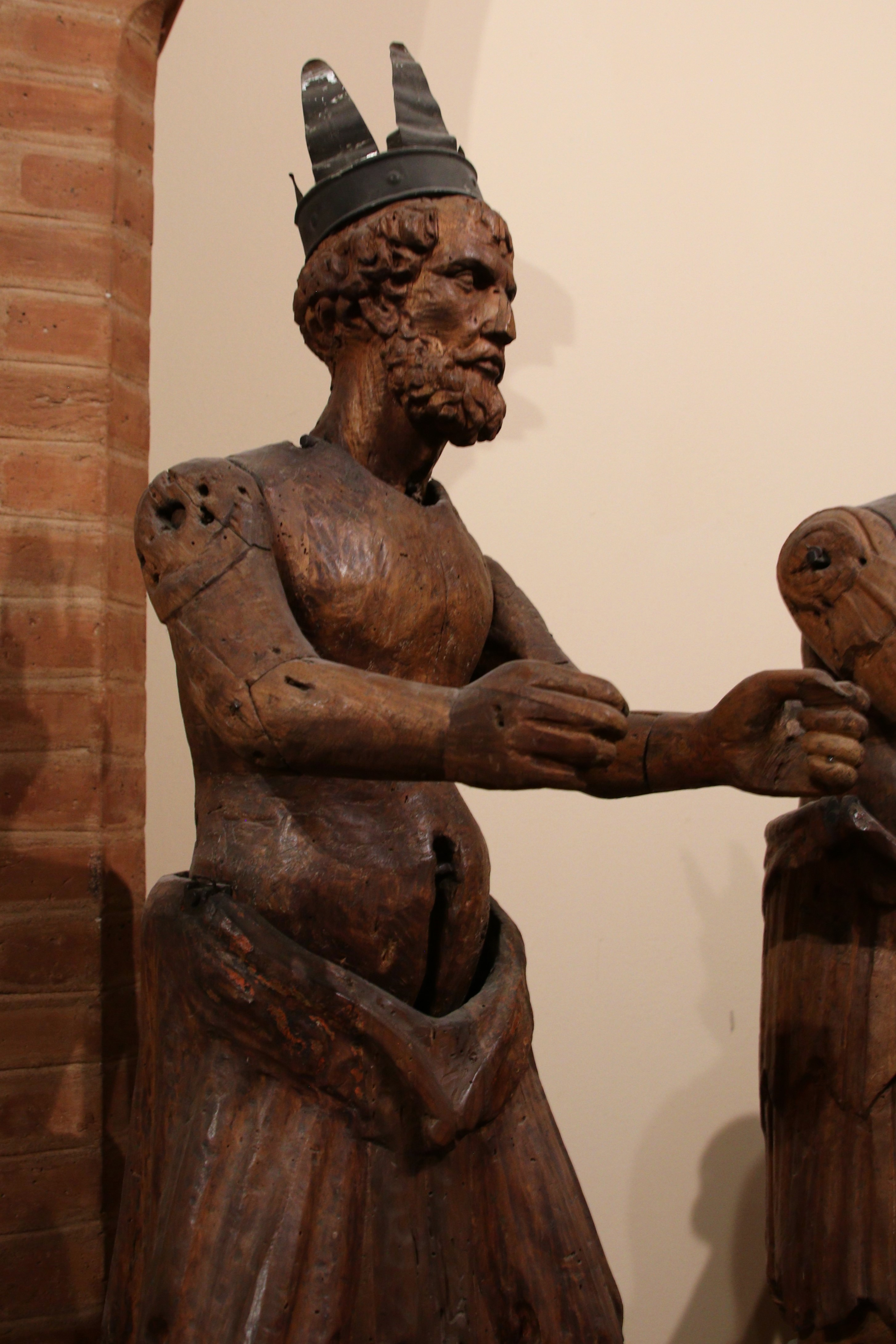
Re Magio
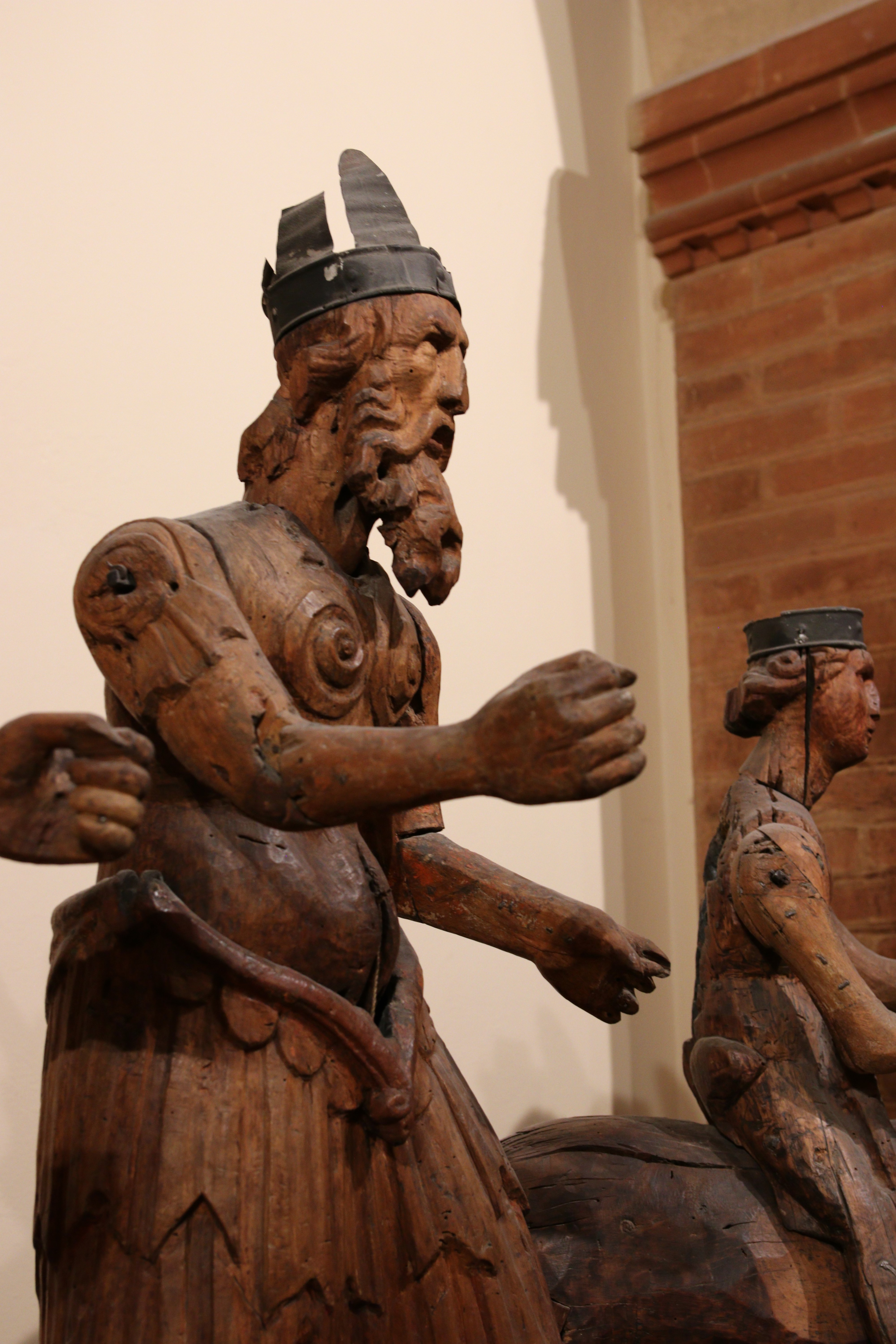
Re Magio
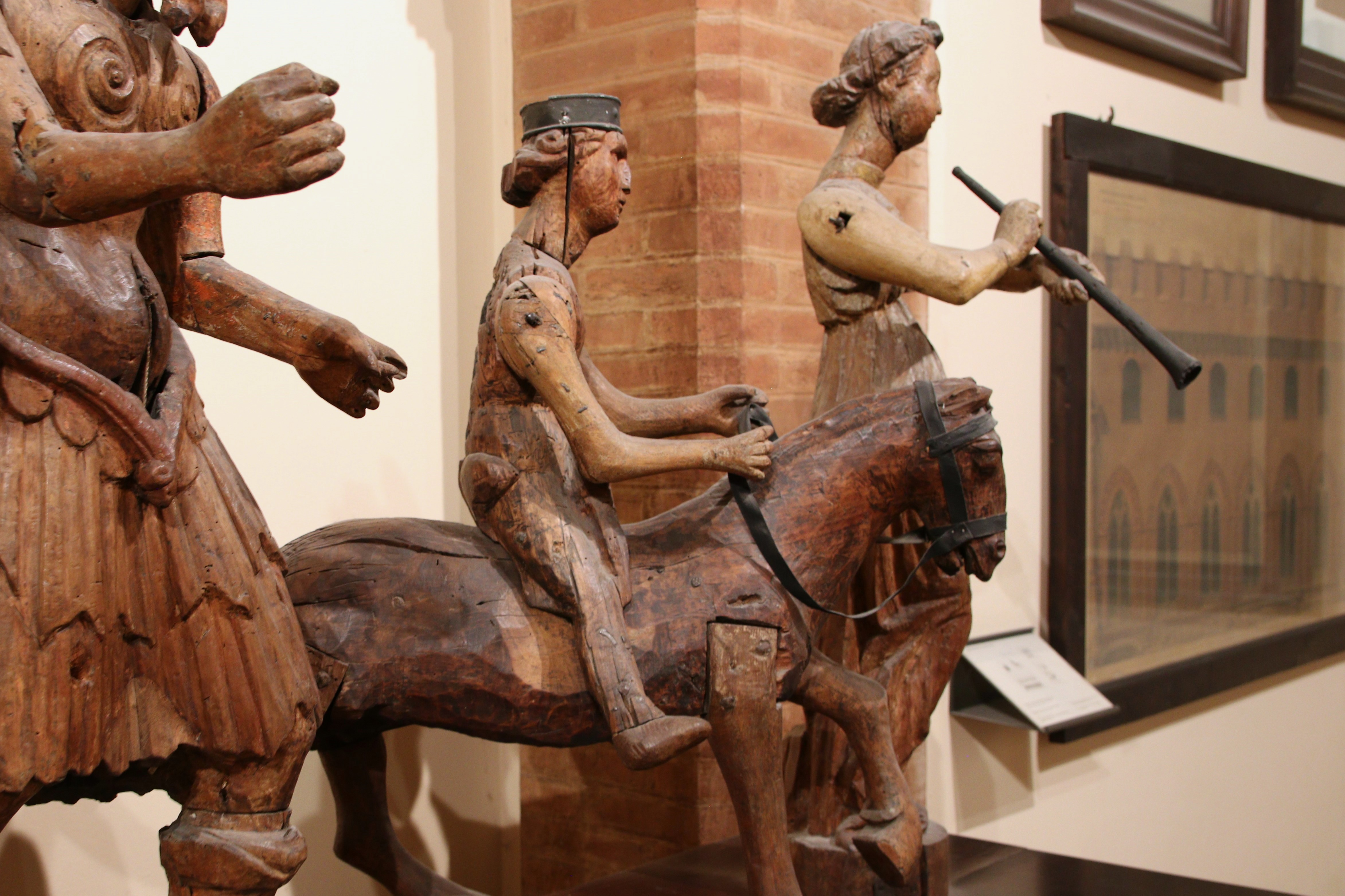
Re Magio a cavallo (al centro) e angelo buccinatore (a destra)